# Experiment van Milgram

De experimentleider (E) geeft opdracht aan de leraar (T) om bij elk fout antwoord pijnlijke elektrische schokken aan de leerling (L) toe te dienen. De leraar kan de leerling niet zien. In werkelijkheid worden geen elektrische schokken toegediend, maar wordt een vooraf opgenomen bandopname van de pijnkreten van een acteur afgespeeld.

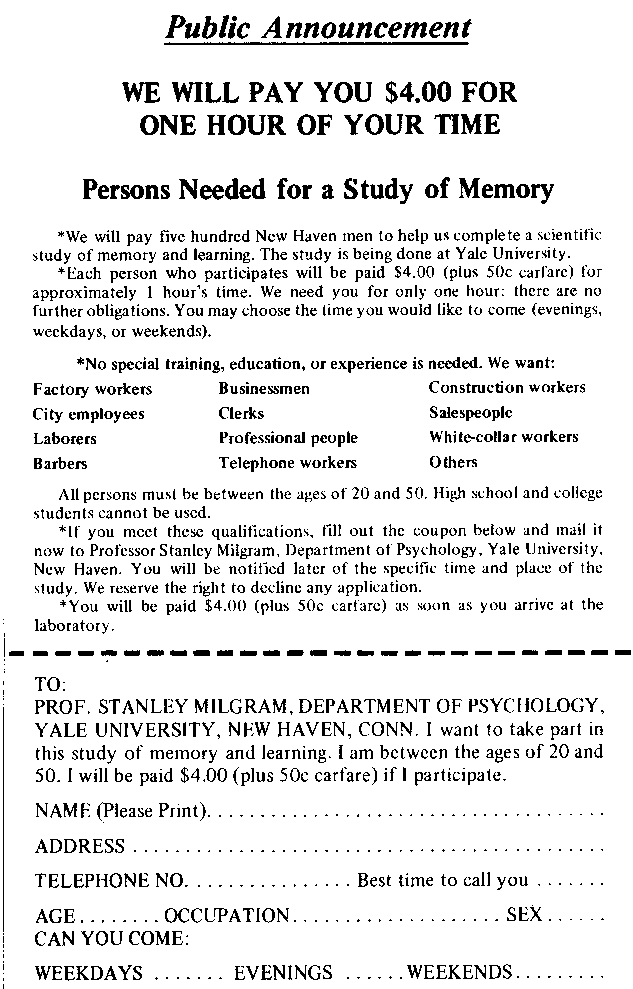
De advertentie waarmee Milgram proefpersonen wierf.

Het experiment van Milgram was een serie wetenschappelijke experimenten waarin Stanley Milgram, een psycholoog aan de Yale-universiteit, de bereidheid naging om te gehoorzamen aan wat wordt ervaren als legitiem gezag, zelfs als dit inging tegen het eigen geweten. In de beroemdste variant van het experiment bleek ongeveer twee derde van de proefpersonen dusdanig gevoelig te zijn voor autoriteit dat zij in een wetenschappelijk experiment een medemens konden doden. Over de hele reeks bekeken was een meerderheid uiteindelijk ongehoorzaam (57%). 
Milgram publiceerde zijn resultaten in 1963 in een artikel getiteld Behavioral study of obedience (Gedragstudie van gehoorzaamheid). Later werd het experiment samengevat in zijn boek Obedience to Authority: An Experimental View (Gehoorzaamheid aan autoriteit: een experimentele benadering) uit 1974.

## Methode van het experiment
Via een krantenadvertentie werden (betaalde) deelnemers voor een "geheugenstudie" aan de Yale-universiteit geworven. De uitgekozen deelnemers waren mannen van 20 tot 50 jaar oud, met diverse opleidingsachtergronden.
De proef werd herhaaldelijk uitgevoerd met steeds een andere proefpersoon. Deze werd, tezamen met een acteur die zich ook als proefpersoon voordeed, ingelicht over de inhoud van het experiment: de invloed van straf op leren. Door een "loting" werd bepaald wie van de twee leraar en wie leerling werd. De loting was echter zo ingericht, dat de proefpersoon leraar werd en de acteur leerling.
De proefpersoon kon vooraf de straf, een elektrische schok van 45 volt, voelen.
Tijdens het experiment las de deelnemer een lijstje van woordparen voor, die de leerling moest onthouden. Nadien moest de leerling, die in een andere kamer zat, het juiste woord aangeven met een druk op de knop als de deelnemer het eerste woord van een paar gaf met vier mogelijke antwoorden. Als zijn antwoord onjuist was, kreeg de leerling een schok, die bij elk verkeerd antwoord verhoogd werd met 15 volt. Als de leerling een correct antwoord gaf, werd het volgende woordpaar voorgelezen.
In werkelijkheid krijgt de leerling geen schokken, maar de leraar (deelnemer) geloofde dat hij echte schokken aan de leerling gaf. Zodra de leerling en leraar werden gescheiden, zette de leerling (de acteur) een bandrecorder aan, die met de elektro-schokgenerator was geïntegreerd. Deze bandrecorder speelde vooraf opgenomen opnames bij bepaalde schokniveaus af. Bij 135 volt begon het geschreeuw van pijn op de opnames. Bovendien bonsde de acteur op de muur die hem van de leraar scheidde. Als de spanning was opgelopen tot 300 volt bonsde de acteur opnieuw op de muur. Na het bonzen op de muur en het klagen over zijn hart, gaf de leerling geen verdere reactie op de vragen.
De deelnemer kon op elk ogenblik met het experiment stoppen. Als hij ophield, of zei te willen ophouden, reageerde de leider van het experiment met vier gestandaardiseerde antwoorden in een vaste volgorde:
1. Gaat u maar verder.
2. Het is noodzakelijk voor het experiment dat u doorgaat.
3. Het is absoluut essentieel dat u doorgaat.
4. U hebt geen keuze, u moet doorgaan.

De toon die de onderzoeker aansloeg was steeds vastberaden, maar niet onbeleefd. Wanneer de proefpersoon nog steeds weigerde verder te gaan na deze vier aanmoedigingen was het experiment voorbij. Om te kunnen stoppen beloofden sommige deelnemers dat zij het geld zouden teruggeven dat hen in het vooruitzicht was gesteld.
Daarnaast waren er ook speciale aanmoedigingen:
- Als de proefpersoon vroeg of de leerling permanente schade zou overhouden aan het experiment, zei de onderzoeker: "Hoewel de schokken pijnlijk kunnen zijn, is er geen sprake van blijvende weefselschade", gevolgd door een van de gestandaardiseerde aanmoedigingen.
- Als de proefpersoon zei dat de leerling niet verder wilde gaan, antwoordde de onderzoeker: "Of de leerling het nu leuk vindt of niet, u moet doorgaan tot hij alle woordparen goed heeft geleerd", gevolgd door een van de gestandaardiseerde aanmoedigingen.

## Resultaten
Voordat het experiment werd uitgevoerd, vroeg Milgram medepsychologen wat zij verwachtten dat de resultaten zouden zijn. Zij geloofden eenstemmig dat slechts een paar sadisten bereid zouden zijn om de maximumspanning van 450 volt te geven. Dit is niet wat gebeurde.
Bij de eerste reeks experimenten gaf 65 procent van de deelnemers de maximumschok van 450 volt, hoewel velen zich er zeer ongemakkelijk bij voelden. De eerste deelnemers hielden bij 135 volt op en begonnen het doel van het experiment na te vragen. De meesten gingen echter verder nadat zij ervan verzekerd waren dat zij niet verantwoordelijk zouden worden gesteld voor eventuele gevolgen. Volgehouden ongehoorzaamheid deed zich voor vanaf het 300-voltniveau, nadat het bonzen op de muur was verstomd.
Sommige deelnemers begonnen zelfs te lachen zodra zij de schreeuwen van pijn hoorden van de leerling. Dit gelach was niet sadistisch, maar zenuwachtig gelach dat velen gebruikten om de kalmte te bewaren ondanks de angst en spanning die zij voelden vanwege het gejammer van de acteur. Hoewel vrijwel alle deelnemers begonnen te twijfelen aan het experiment, gingen de meesten door tot de maximale schokken van 450 volt.
Gina Perry wierp in 2012 een nieuwe blik op Milgrams resultaten. Volgens haar leed hij te veel aan tunnelvisie en stemde het beter met de waarheid overeen om te concluderen dat slechts de helft van de deelnemers volledig geloofde dat het experiment echt was, en dat twee derde van deze goedgelovigen ongehoorzaam was.

## Reacties
Het experiment riep vragen op over de ethiek van wetenschappelijke proefneming vanwege de extreme emotionele spanning die door de deelnemers wordt opgelopen (hoewel men zou kunnen zeggen dat deze spanning door hun eigen vrije acties werd veroorzaakt). De meeste moderne wetenschappers zouden het experiment tegenwoordig als immoreel beschouwen, hoewel het in een waardevol inzicht in de menselijke psychologie resulteerde.
Achteraf vroeg Milgram de deelnemers of zij het experiment als "positief", "neutraal" of "negatief" hadden ervaren. 84 procent van vroegere deelnemers gaven aan dat de deelname aan het experiment een positieve ervaring was geweest en 15 procent koos neutraal. Sommigen schreven achteraf een bedankbriefje of boden zich aan om te helpen bij toekomstige experimenten en om lid te worden van zijn onderzoeksteam. De positieve reacties zoals gerapporteerd door Milgram waren niet wat Gina Perry vond toen ze studiesubjecten een halve eeuw later interviewde. Ze vernam van velen dat ze gemengde gevoelens hadden of zelfs nog ontzetting en woede. De 'de-hoaxing'-procedure van Milgram bleek bij lange na niet zo systematisch te zijn geweest als hij voorwendde. Honderden deelnemers gingen huiswaarts in de veronderstelling dat ze effectieve schokken hadden toegediend. Eén gesprekspartner van Perry vertelde zelfs dat hij nog twee weken de overlijdensberichten had doorgenomen op zoek naar zijn slachtoffer.
Griggs behandelt de vraag hoe ethisch het is om mensen te vragen anderen pijn te doen, en plaatst kanttekeningen bij de vraagstelling van het onderzoek, de uitvoer ervan en de selectieve wijze waarop de onderzoeksgegevens zijn gebruikt.

## Variaties
Milgram beschrijft 23 variaties van het experiment. In het algemeen ondervond hij dat als de nabijheid van het slachtoffer werd verhoogd, de naleving van de opdrachten minder werd, en als de nabijheid van het gezag steeg, de naleving langer aanhield (experimenten 1-4). Zo ontvingen de deelnemers in één variatie de instructies slechts telefonisch (experiment 2). Dit zorgde voor een sterk verminderde naleving ten opzichte van de situatie waarbij het gezag werkelijk aanwezig was. Een aantal deelnemers bedroog het gezag zelfs door te beweren dat ze doorgingen met het experiment terwijl ze eigenlijk gestopt waren. In de variatie waarbij de "leerling" het dichtst bij was, moesten de deelnemers de arm van de leerling op een schokplaat houden. Dit verminderde de naleving zeer (experiment 4). In deze laatstgenoemde opstelling voltooide 30 procent van de deelnemers nog het experiment.
In experiment 8 werden vrouwen gebruikt als deelnemers (bij andere experimenten werden enkel mannen gebruikt). Voor de gehoorzaamheid maakt dit niet veel uit. De leraars drongen echter veel harder aan dan bij de mannen, zodat de resultaten niet volledig vergelijkbaar zijn.
In één versie (experiment 10) huurde Milgram een bescheiden kantoor in Bridgeport, Connecticut, zonder duidelijk verband met Yale. Dit zou het prestige van de universiteit als mogelijke factor elimineren. Milgram achtte de resultaten van dit experiment niet beduidend verschillend van de experimenten aan de campus van Yale, hoewel de gehoorzaamheid daalde tot 47%.
Milgram combineerde ook de macht van gezag met dat van overeenstemming. In deze experimenten voerde de deelnemer het experiment uit met één of twee extra "leraren" (die eigenlijk acteurs waren, net zoals de "leerling"). Het gedrag werd hierdoor duidelijk beïnvloed. Toen twee extra leraren weigerden het experiment te voltooien (experiment 17), zetten slechts vier deelnemers van 40 het experiment voort. In een andere versie (experiment 18) voerde de deelnemer een hulptaak met een andere "leraar" uit, die altijd zou doorgaan. In deze variatie demonstreerden slechts drie van 40 tegen de gang van zaken.
Een 24e variatie is nooit door Milgram gerapporteerd, wellicht uit zelfcensuur omwille van de onethische implicaties. In dit proefopzet moesten de deelnemers een vriend of familielid meebrengen waarop de geveinsde elektrocutie werd uitgevoerd. De gehoorzaamheid lag hier op 15%.

## Replicaties
Replicaties van het experiment werden later uitgevoerd door Milgram zelf en andere psychologen in de wereld met gelijkwaardige resultaten. De American Psychological Association verscherpte in 1973 de ethische richtlijnen voor experimenten, waardoor replicatie sterk bemoeilijkt werd.
Thomas Blass van de Universiteit van Maryland (die ook de auteur van een biografie van Milgram is, getiteld De man die de wereld schokte) voerde een meta-analyse uit op de resultaten van versies van het experiment. Hij concludeerde dat het percentage deelnemers dat bereid is om fatale spanning op te leggen, tussen 61% en 66% ligt, een percentage dat ongeacht tijd of plaats opmerkelijk constant blijft.
In 2009 werd het experiment van Milgram gerepliceerd door Burger. Omwille van verstrengde ethische regels moesten een aantal beperkingen in acht genomen worden. Zo mochten geen schokken tot 450 volt meer worden gegeven (of zogenaamd gegeven), maar slechts tot 150 volt. De gegevens van Milgram hadden echter uitgewezen dat 150 volt een kritisch punt was: wie 150 volt toediende, ging bijna steeds door tot het einde. Ook in deze replicatie werden dezelfde gegevens teruggevonden. Nieuw was dat ditmaal ook vrouwelijke proefpersonen werden opgenomen. Zij gingen even ver als mannen.
Op 17 maart 2010 werd op de Franse televisie de show Le Jeu de la Mort uitgezonden, waarin het Milgramexperiment herhaald werd. Als leraar fungeerden onwetende show-kandidaten. Ook hier bleek 82% van de deelnemers (64 van 80) bereid een medemens pijn te berokkenen doordat zij zich kennelijk niet tegen de situatie konden weren. De makers van de documentaire zeiden op de gevaren van reality-shows te willen wijzen.
In het programma Curiosity van Discovery Channel werd het experiment opnieuw uitgevoerd door Eli Roth en een groep psychologen. Het experiment werd steeds gestopt als de proefpersoon volledig weigerde door te zetten en de kamer wilde verlaten of wanneer een bepaalde elektrische spanning was toegediend. Zowel mannen als vrouwen deden mee aan het experiment. Opnieuw werden dezelfde gegevens teruggevonden en er was geen significant verschil tussen het aantal mannen dat doorzette tot de 150 volt en het aantal vrouwen.

## Interpretaties
Milgram zag zijn experiment als een bewijs dat mensen zich zodanig kunnen instrumentaliseren in functie van een autoriteit, dat ze zich niet langer als verantwoordelijk voor hun daden beschouwen. Deze toestand van gedachteloze gehoorzaamheid ging hij de 'agentische staat' noemen. Hij verwees herhaaldelijk naar Adolf Eichmann, die zich op zijn proces uitgaf voor een bureaucratische opvolger van bevelen. Het proces bracht Hannah Arendt tot haar beroemde these over de banaliteit van het kwaad, dat lijkt voort te vloeien uit het handelen van schijnbaar onbetekenende personen. Milgram liep hier hoog mee op, maar had Arendt verkeerd begrepen als hij dacht dat ze in elke mens een potentiële nazi zag. Ze verweet Milgram een naïef geloof dat verleiding en dwang hetzelfde zijn: Eichmann had zijn oordeelsvermogen niet afgestaan onder druk van een dwingende macht, hij had zich laten verleiden door nazistische ideeën die elke nood aan nadenken en inleving uitschakelden.
De econoom Robert Shiller schoof andere factoren naar voren die de resultaten van Milgram mee helpen verklaren. Mensen hebben geleerd dat als experts hen iets vertellen, het waarschijnlijk ook zo is, zelfs al lijkt het niet zo. Overigens was dit 'blinde' vertrouwen in de wetenschap achteraf bezien ook terecht, althans wat betreft het feit dat het oké was om de schokken te blijven toedienen.
Daarbij aansluitend is meer recent een herconceptualisering geformuleerd in termen van leiderschap/volgerschap. Eerder dan blinde gehoorzaamheid, is identificatie de verklarende factor. De deelnemers identificeerden zich met het wetenschappelijk project en de experimentleider, en werkten toe naar wat ze dachten dat hij belangrijk vond. Het geven van directe bevelen doorbrak deze identificatie en verklaart meteen waarom de vierde aanmoediging het minst effectief was.
De klassieke interpretatie van blinde gehoorzaamheid werd verder ondergraven door een studie van archiefmateriaal van Milgrams assistent Taketa Murata. Daaruit bleek dat personen die sceptisch waren over het proefopzet hogere schokken toedienden: hoe minder men geloofde dat er echte pijn mee gemoeid was, hoe verder men de stroomknop opendraaide.

## Films
Milgram bracht in 1962 Obedience uit, met authentieke beelden van de experimenten (Alexander Street, 45 min.).
In 2015 werd het experiment verfilmd onder de titel Experimenter.